# オカバンゴハコヨコクビガメ
オカバンゴハコヨコクビガメ（Pelusios bechuanicus）は、ヨコクビガメ科ハコヨコクビガメ属に分類されるカメ。

## 分布
模式標本の産地（模式産地）はマウン（ボツワナ）。種小名bechuanicusは「ベチュアナの」の意で、ボツワナの旧名ベチュアナランドに由来する。和名や英名は本種の生息地の1つであるオカバンゴ盆地に由来する。
アンゴラ南西部、ザンビア、ジンバブエ西部、ナミビア北西部、ボツワナ北部

## 形態
最大甲長33cm。オスよりもメスの方が大型になり、オスは最大甲長30cm。背甲はややドーム状に盛り上がり、上から見ると中央部よりやや後方で最も幅が広くなる楕円型。縁甲板の外縁は尖らない。背甲の色彩は黒一色。
腹甲は腹甲板と股甲板の継ぎ目（シーム）で大きく括れる。間喉甲板はやや小型で、縦幅は横幅の約1.3倍。蝶番より前の腹甲（前葉）は、左右の腹甲板のシームの長さ（間腹甲板長）の2倍未満。左右の肛甲板の間には深い切れこみが入る。腹甲の色彩は黒いが、シーム周辺が淡黄色や灰色になる個体もいる。
頭部は大型で幅広い。上顎の先端は鉤状に尖らず、また凹まない。下顎に2-3本の髭状の突起があり、髭状突起の間に瘤状の突起がある。頭部の色彩は黒く、比較的大型の黄色い斑紋が複数入る。頸部や四肢、尾の色彩は灰色や黄色、黄褐色。
幼体は椎甲板に瘤状の盛り上がり（キール）があるが、成長に伴い消失する。

## 生態
水深の深い河川や湖沼に生息する。乾季に水が干上がると、水が残っている水深の浅い水場や湿原に生息する。性質は臆病で、危険を感じると水中へ逃げ込む。
食性は動物食で、魚類、昆虫類、甲殻類、貝類などを食べる。
繁殖形態は卵生。野外の観察例や抱卵数から1回に21-48個の卵を産むと考えられている。

## 人間との関係
ペットとして飼育されることもある。世界的に見ても流通例は少なく、日本には2007年に初めて輸入された。